# Poowapat Netthip
Poowapat Netthip (thailändisch ภูวภัท เนตรทิพย์; * 12. November 1989) ist ein thailändischer Fußballspieler.

## Karriere
Poowapat Netthip spielte bis Ende 2018 beim Drittligisten JL Chiangmai United FC. Wo er vorher gespielt hat, ist unbekannt. Ende 2018 wurde er mit JL Meister der Thai League 3 – Upper und stieg somit in die zweite Liga auf. Nach dem Aufstieg verließ er Chiangmai und wechselte zum Drittligisten Phrae United FC nach Phrae. Mit Phrae wurde er 2019 Vizemeister der dritten Liga und stieg in die zweite Liga auf. Nach einer Saison wechselte er zur Saison 2021/22 zum Drittligisten Maejo United FC.  Am Ende der Saison 2023/24 wurde er mit dem Verein Vizemeister der Northern Region. In den Aufstiegsspielen zur zweiten Liga konnte man sich jedoch nicht durchsetzen. Am Ende der Saison 2024/25 feierte er mit dem Verein die Meisterschaft der Region.

## Erfolge
JL Chiangmai United
- Thai League 3 – Upper: 2018  ▲

Phrae United FC
- Thai League 3 – Upper Region: 2019 (Vizemeister)  ▲

Maejo United FC
- Thai League 3 – North: 2024/25